# Góra (Miedźna)
Góra ist ein Dorf in Polen in der Woiwodschaft Schlesien. Es liegt im Powiat Pszczyński und gehört zur Landgemeinde Miedźna.

## Geografie
Im Norden grenzt Góra an Gilowice und Frydek. Südliche und östliche Grenze des Dorfes ist die Weichsel, die in diesem Abschnitt stark mäandert. Im Süden grenzt das Dorf an Dankowice.
In Góra gibt es das Torfmoor Zapadź, das zusammen mit den angrenzenden Teichen ein in der Region einzigartiges Wasser- und Feuchtgebiet mit Schlammablagerungen und geschützten Tier- und Pflanzenexemplaren ist.

## Gemeinde
Ortsteile sind Babudy, Dąbrowa, Piaski, Polna, Poznań und Zielonkówka. Ebenfalls zum Ort gehört der Weiler Zawadka.

## Geschichte
Im Januar 1945 führten durch den Ort die sogenannten Todesmärsche von den Lagern Auschwitz-Birkenau in Oświęcim (Auschwitz) zum Bahnhof in Wodzisław Śląski (Loslau).

## Sehenswürdigkeiten
Die Pfarrkirche St. Barbara (Kościół pw. św. Barbary) ist eine Schrotholzkirche aus der zweiten Hälfte des 16. Jahrhunderts. Von 1580 bis 1628 wurde sie von kalvinistischen Christen genutzt. Im Laufe der Zeit wurde die Kirche aus- und umgebaut.

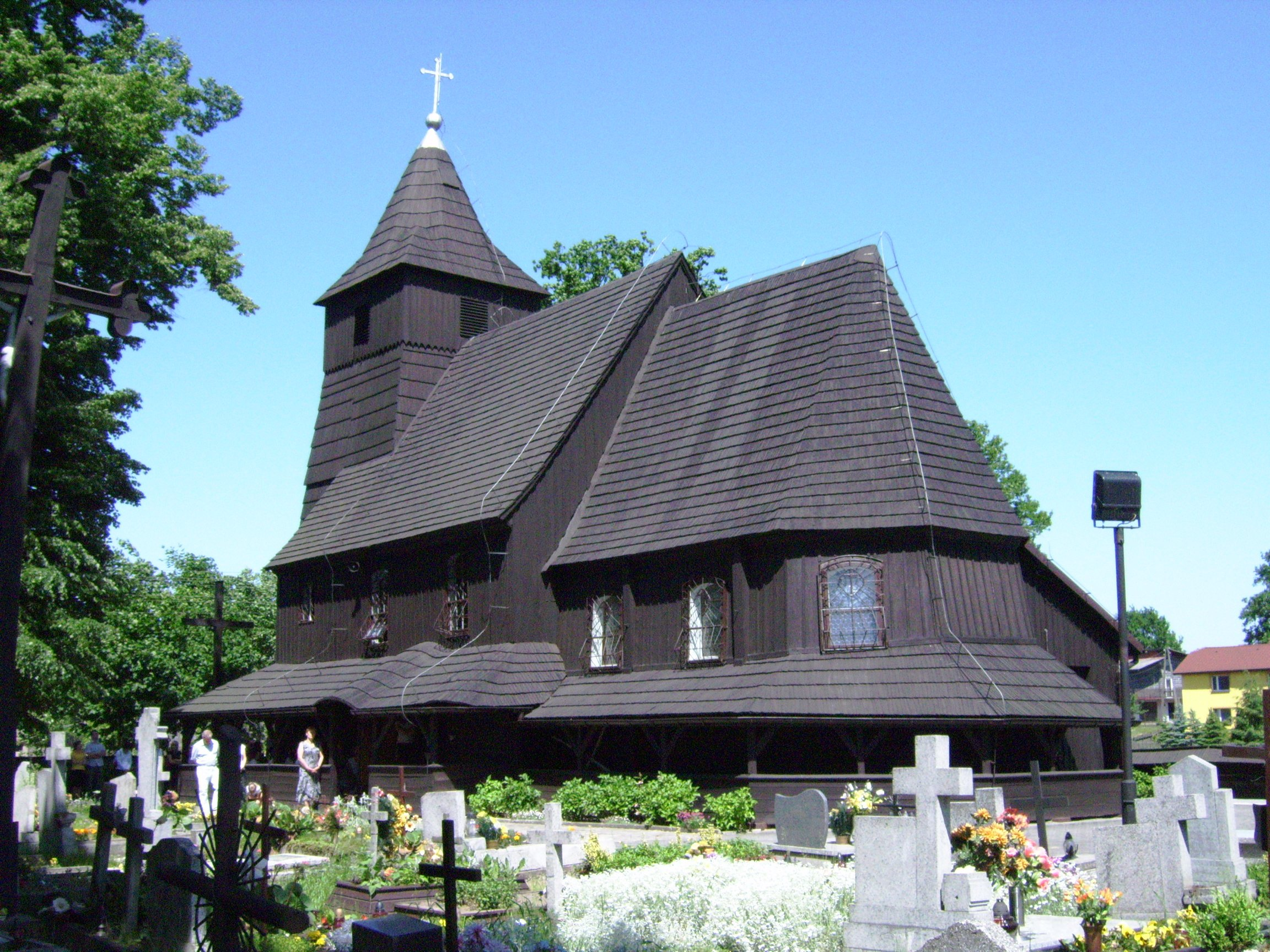
St. Barbara

## Bildung und Sport
Es gibt einen Kindergarten und eine Grundschule.
Nadwiślan Góra ist ein seit 1956 bestehender Fußballklub, er trägt seine Heimspiele im 950 Zuschauer fassenden Stadion im. Józefa Waliczka aus.